# Centro Universitario de los Altos
El Centro Universitario de los Altos (CUAltos) es otra entidad académica perteneciente a la Universidad de Guadalajara (UdeG) en México. Está ubicado en la región de los Altos de Jalisco, específicamente en la ciudad de Tepatitlán de Morelos.
El CUAltos fue creado con la intención de ofrecer educación superior de calidad a la población de esta región y contribuir al desarrollo integral de Los Altos de Jalisco. Ofrece programas académicos de nivel licenciatura y posgrado en diversas áreas, tales como ciencias de la salud, ingenierías, administración, entre otras.
Al igual que otros centros universitarios de la UdeG, el CUAltos tiene como objetivo brindar formación académica, impulsar la investigación, y participar activamente en la extensión y difusión de la cultura para beneficiar a la comunidad regional.

## Historia
Fundado en 1994, el CUAltos es una extensión educativa de la Universidad de Guadalajara en la Región Altos Sur, una región con una población de 411,448 habitantes. Aunque tradicionalmente es una zona conocida por sus actividades agropecuarias, recientemente ha experimentado un crecimiento en la presencia de agroindustrias.

### Estructura Académica
El CUAltos se divide en tres divisiones principales:
- Ciencias Sociales y de la Cultura - Con departamentos enfocados en Estudios Jurídicos, Sociales y de la Cultura, así como Estudios Organizacionales.
- Ciencias Biomédicas - Especializado en Ciencias de la Salud y Clínicas.
- Ciencias Agropecuarias e Ingenierías - Dedicado a Ciencias Pecuarias, Agrícolas e Ingenierías.

Oferta Educativa:
El centro ofrece un total de 26 Programas Educativos, que incluyen 14 licenciaturas, 8 especialidades, 3 maestrías y un doctorado. La comunidad estudiantil está formada por 4,307 alumnos, la mayoría de los cuales (4,209) están inscritos en programas de licenciatura.

### Personal Docente
El CUAltos cuenta con un cuerpo docente de 400 profesores, con distintas modalidades de contratación. De ellos, 47 están registrados en el Sistema Nacional de Investigadores (SNI), y muchos reciben apoyo de programas nacionales como PRODEP y PROESDE.

### Investigación
La institución destaca en investigación con 18 Cuerpos Académicos (CA), algunos de los cuales ya están consolidados, mientras que otros aún están en formación o en proceso de consolidación.

### Recursos
Para respaldar la formación académica, el CUAltos dispone de una biblioteca con una significativa colección de títulos y volúmenes. Además, posee 955 equipos de cómputo destinados tanto a estudiantes como a personal administrativo y docente.

## Oferta Educativa
Lo siguiente
Licenciatura
- Abogado
- Ingeniería en Sistemas Pecuarios
- Administración
- Medicina Veterinaria y Zootecnia
- Cirujano Dentista
- Negocios Internacionales
- Contaduría Pública
- Nutrición
- Enfermería
- Carrera de Médico Cirujano Partero
- Ingeniería Agroindustrial
- Psicología
- Ingeniería en Computación
- Químico Farmacéutico Biólogo

Maestría
- Administración de Negocios
- Procesos Innovadores en el Aprendizaje

Doctorados
- Biociencias